# رينو لافيينيه

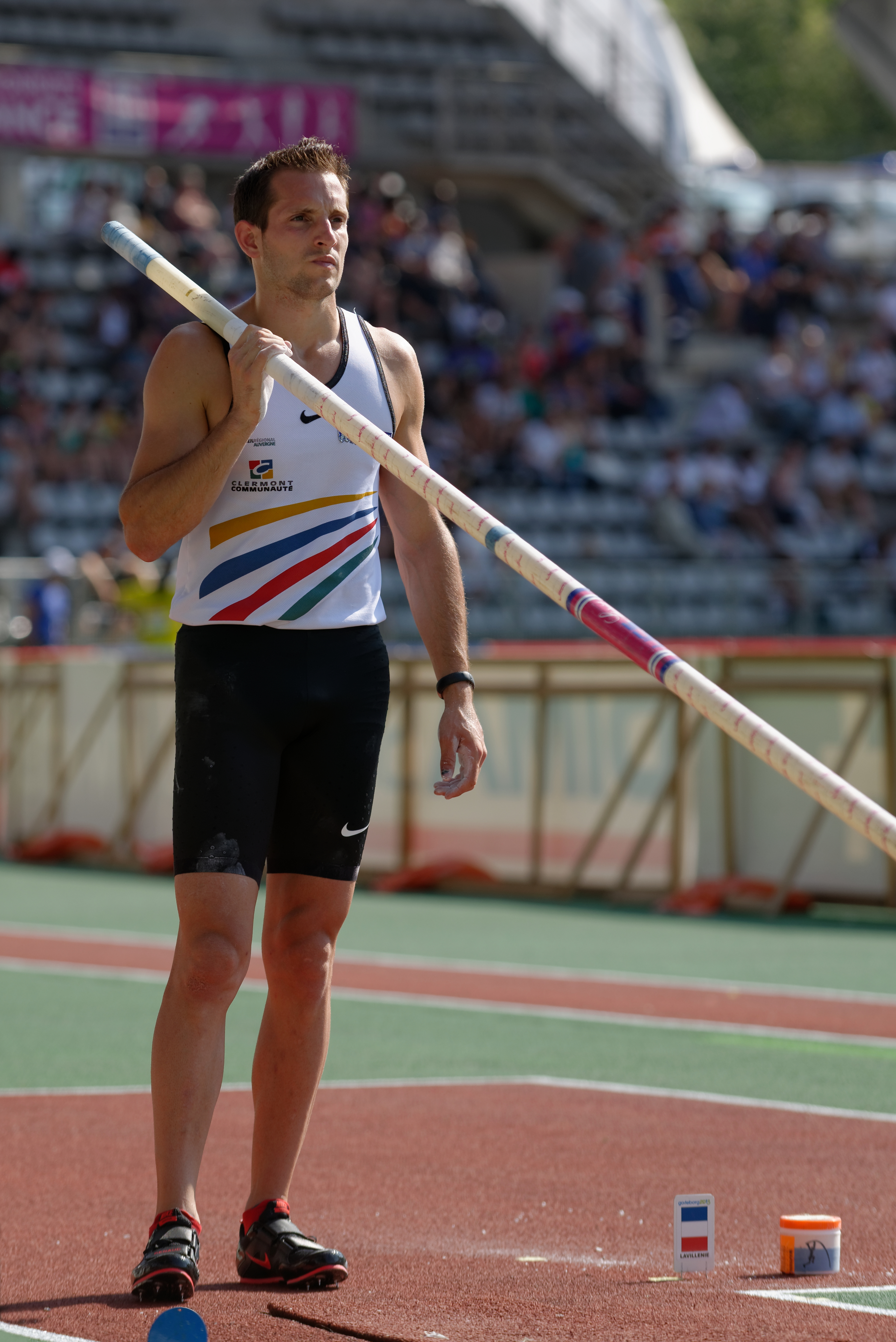
رينو لافيينيه في 2013

رينو لافيينيه (بالفرنسية: Renaud Lavillenie) وهو قافز بالزانة فرنسي ولد في يوم 18 سبتمبر 1986 في قرية باربزيكس سانت هيلار في فرنسا وهو صاحب الرقم القياسي العالمي حالياً ب6.16 متر بعد أن حطم رقم الأوكراني سيرجي بوبكا في يوم 15 فبراير 2014 داخل الصالات، لافيينيه فاز بالميدالية الذهبية الأولمبية في الألعاب الأولمبية الصيفية 2012 في لندن في المملكة المتحدة وله ميدالية ذهبية في بطولة العالم لألعاب القوى داخل الصالات وميدالية فضية و برونزية في بطولة العالم لألعاب القوى.

## روابط خارجية
- رينو لافيينيه على موقع الاتحاد الدولي لألعاب القوى (الإنجليزية)
- رينو لافيينيه على موقع الاتحاد الفرنسي لألعاب القوى (الفرنسية)
- رينو لافيينيه على موقع الدوري الماسي (الإنجليزية)
- رينو لافيينيه على موقع اللجنة الأولمبية الدولية (الإنجليزية)
- رينو لافيينيه على موقع أوليمبيديا (الإنجليزية)
- رينو لافيينيه على موقع اللجنة الأولمبية الفرنسية (مؤرشف) (الفرنسية)